# 게이세이 전철 AE100형 전동차
게이세이 전철 AE100형 전동차(일본어: 京成AE100形電車 けいせいAE100がたでんしゃ[*])는 게이세이 전철에 재적하고 있던 특급형 전동차이다. 1991년 케이세이 전철의 스카이라이너 등급으로 도입된. 2016년에 은퇴했다.

## 참고 자료
- “京成｢AE100形｣､さよなら運転の一部始終 (特急･観光列車)” (일본어). 2016년 3월 19일. 2021년 7월 26일에 확인함.